# Битва при Монконтуре
Битва при Монконтуре — решающее сражение Третьей гугенотской войны во Франции, произошедшее 3 октября 1569 года между войсками католиков и гугенотов.

## Битва
Войска лидера гугенотов Гаспара де Колиньи прервали осаду Пуатье, вместе с немецкими союзниками двинулись на юг.
Однако Генрих Анжуйский во главе армии католиков атаковал противника раньше, чем Колиньи смог соединиться с силами Габриэля де Монтгомери. Швейцарские копейщики католиков продавили немецких ландскнехтов и нанесли гугенотам тяжёлые потери, около 8000 гугенотов попали в плен.  Предполагается, что у гугенотов было 12 000 пехоты и 7 000 кавалерии, а у католиков 15 000 пехоты и 8 000 кавалерии. По другим сведениям, силы католиков были ещё больше. Согласно заявлениям католиков, их потери не превышали 300–400 человек, швейцарцы потеряли всего 20 человек убитыми.
Колиньи перегруппировал оставшиеся силы и двинулся на восток, где смог соединиться с войсками Монтгомери и взять Тулузу. Однако от похода на Париж гугенотам пришлось отказаться.
В августе 1570 года король Карл IX подписал Сен-Жерменский мир с существенными уступками гугенотам, что завершило третью Гугенотскую войну.